# Tennessee Titans
Tennessee Titans – zawodowy zespół futbolu amerykańskiego z siedzibą w Nashville, w stanie Tennessee. Drużyna jest obecnie członkiem Dywizji Południowej konferencji AFC ligi NFL.
Titans powstali pod nazwą Houston Oilers, z siedzibą w Houston, w stanie Teksas, jako członek założyciel American Football League. Oilers zdobyli dwa mistrzostwa ligi AFL przed jej połączeniem z NFL w roku 1970.
W roku 1997 klub przeniósł się do stanu Tennessee, gdzie przez jeden sezon grał w Memphis by ostatecznie osiąść w Nashville. Przez dwa sezony drużyna znana była jako Tennessee Oilers, by zmienić nazwę na obecną w roku 1999.

## Zastrzeżone numery
- 1 Warren Moon
- 34 Earl Campbell
- 43 Jim Norton
- 63 Mike Munchak
- 65 Elvin Bethea
- 74 Bruce Matthews